# Zalaegerszegi TE–Manchester United UEFA-bajnokok ligája-selejtező (2002)
A Zalaegerszegi TE–Manchester United UEFA-bajnokok ligája-selejtező 2002. augusztus 14-én került megrendezésre a budapesti Puskás Ferenc Stadionban. A mérkőzést a 2002-es magyar bajnok ZTE és a 2002-es angol bajnoki bronzérmes Manchester United játszotta az UEFA-bajnokok ligája 2002–2003-as kiírásának harmadik selejtezőkörében. A találkozót végül a Zalaegerszeg nyerte 1–0-ra Koplárovics Béla góljával.

## Előzmények
A Zalaegerszeg a 2001–2002-es szezonban története során először nyerte meg a magyar bajnoki címet. A bajnoki címvédőként indulási jogot szerzett az UEFA-bajnokok ligája selejtezőjének 2. fordulójában. Európai kupaújoncként a 2. selejtezőkörben a horvát NK Zagreb csapata ellen 2–2-es összesítéssel, idegenben lőtt góllal jutott tovább a 3. selejtezőfordulóba.
A Manchester United az angol bajnokság harmadik helyén végzett az Arsenal és a Liverpool mögött. Bajnoki helyezése az UEFA-bajnokok ligája 3. selejtezőkörébe biztosított indulást.
A találkozó helyszínének a Puskás Stadiont választották, noha az előző hazai bajnokok ligája-selejtezőt az Üllői úti stadionban rendezték. Lang József, a ZTE akkori elnöke elmondta, hogy a döntésre két ok miatt került sor: a mérkőzés napját követően a Ferencvárosi TC selejtezőt játszott az UEFA-kupa 2002–2003-as kiírásában az AÉ Lemeszú ellen, és edzéslehetőséget kellett biztosítani a ciprusiaknak. A választás másik oka az volt, hogy a Puskás Ferenc Stadion több néző befogadására alkalmas.

## A mérkőzés összefoglalója
A mérkőzés játékvezetője a német Wolfgang Stark volt. A találkozó 4. percében Ole Gunnar Solskjær kapufát lőtt. Már hat perc elteltével cserét kellett végrehajtania a Manchester Unitednek: a megsérülő Wes Brown helyett Phil Neville lépett pályára. Az első félidő végén egyperces hosszabbítást rendelt el Stark, végül gólnélküli döntetlennel ért véget az első játékrész.
A második félidőben David Beckham szögletét Roy Keane csúsztatta meg, amit Ruud van Nistelrooy lőtt a kapuba, ám les miatt érvénytelenítették azt. A második játékrészben az angol csapat tagjai közül van Nistelrooy és Beckham is sárga lapot kapott reklamálásért, míg a Zalaegerszeg cserékkel próbálta tördelni a játékot.
A rendes játékidő leteltéig 0–0-s döntetlen volt kialakulóban, azonban a 90. percben Molnár Balázs indítását követően Szamosi Tamás bal oldali beadását Koplárovics Béla négy méterről a kapuba lőtte. A hosszabbításban Saša Ilić és Molnár is sárga lapos figyelmeztetést kapott időhúzás miatt. Az eredmény nem változott az utolsó percekben, így 1–0-s győzelmet aratott a Zalaegerszegi TE.

## Utóhatása
Az angol sajtó a vereséget követően bírálta a Manchester Unitedet. „Szerény tudású, de roppant lelkes csapatként jellemezték a ZTE-t”. „A magyar csapat meghökkentette a Manchester Unitedet” – ezzel a címmel jelent meg egy cikk a mérkőzést követő napon az amerikai Los Angeles Times internetes portálján. A cikkben sokkoló vereségként utalnak az eredményre.
Sir Alex Ferguson, a Manchester United vezetőedzője a következő nyilatkozatot tette a találkozó után: „Sokkoló eredmény született. Egy helyzetük volt, amiből egy gólt szereztek.”
Bozsik Péter, a ZTE edzőjének nyilatkozata: „Büszke vagyok a játékosaimra, akik megfogadták a meccs előtti tanácsomat, miszerint legyenek büszkék magukra - mert a Zágráb elleni továbbjutás ugyan szerencsés volt, de a játék biztató -, és lehetőleg ne essenek kétségbe.”
A győztes gólt szerző Koplárovics Béla az „Ördögűző” becenevet kapta a szurkolóktól. Koplárovics első gólját lőtte a ZTE színeiben.

## Mérkőzés adatok
| 2002. augusztus 14. 20:45 (CEST) |

| Zalaegerszegi TE | 1–0               | Manchester United |
| ---------------- | ----------------- | ----------------- |
| Koplárovics 90'  | (0–0) Jegyzőkönyv |                   |

| Puskás Ferenc Stadion, Budapest Nézőszám: 28 000 Játékvezető: Stark (német) |

| Zalaegerszegi TE | Manchester United |

| ZALAEGERSZEGI TE: |    |                      |       |     |
|                   |    |                      |       |     |
| K                 | 12 | Saša Ilić            | 90+2' |     |
| JV                | 17 | Csóka Zsolt          |       |     |
| KV                | 6  | Urbán Flórián (Csk.) |       |     |
| KV                | 5  | Igor Budiša          |       |     |
| BV                | 4  | Szamosi Tamás        |       |     |
| JKP               | 10 | Babati Ferenc        |       |     |
| KKP               | 22 | Darko Ljubojević     |       |     |
| KKP               | 77 | Vincze Ottó          |       |     |
| BKP               | 15 | Egressy Gábor        |       | 65' |
| CS                | 11 | Faragó István        |       | 75' |
| CS                | 20 | Kenesei Krisztián    |       | 83' |
| Cserék:           |    |                      |       |     |
| K                 | 1  | Turi Géza            |       |     |
| KP                | 7  | Molnár Balázs        | 90+3' | 65' |
| KP                | 8  | Radu Sabo            |       |     |
| V                 | 18 | Radoslav Král        |       |     |
| KP                | 19 | Koplárovics Béla     |       | 83' |
| KP                | 21 | Balog Csaba          |       | 75' |
| KP                | 23 | Józsi György         |       |     |
| Vezetőedző:       |    |                      |       |     |
| Bozsik Péter      |    |                      |       |     |

| MANCHESTER UNITED: |    |                      |     |     |
|                    |    |                      |     |     |
| K                  | 13 | Roy Carroll          |     |     |
| JV                 | 24 | Wes Brown            |     | 6'  |
| KV                 | 22 | John O'Shea          |     |     |
| KV                 | 5  | Laurent Blanc        |     |     |
| BV                 | 27 | Mikaël Silvestre     |     |     |
| JKP                | 7  | David Beckham        | 68' |     |
| KKP                | 16 | Roy Keane (Csk.)     |     |     |
| KKP                | 4  | Juan Sebastián Verón |     |     |
| BKP                | 11 | Ryan Giggs           |     |     |
| CS                 | 10 | Ruud van Nistelrooy  | 63' |     |
| CS                 | 20 | Ole Gunnar Solskjær  |     | 80' |
| Cserék:            |    |                      |     |     |
| K                  | 30 | Ben Williams         |     |     |
| V                  | 3  | Phil Neville         |     | 6'  |
| KP                 | 8  | Nicky Butt           |     |     |
| KP                 | 17 | Michael Stewart      |     |     |
| KP                 | 18 | Paul Scholes         |     |     |
| CS                 | 21 | Diego Forlán         |     | 80' |
| V                  | 39 | Paul Tierney         |     |     |
| Vezetőedző:        |    |                      |     |     |
| Sir Alex Ferguson  |    |                      |     |     |

| Asszisztensek: Volker Wezel Georg Greipl 4. számú játékvezető: Uwe Kemmling |